# Los exitosos Pells (telenovela chilena)
Los exitosos Pells es una telenovela chilena de comedia dramática escrita por Marcelo Leonart. Se estrenó por Televisión Nacional de Chile el 3 de marzo de 2009, y concluyó el 22 de septiembre de 2009. Es una adaptación de la telenovela homónima argentina que trata acerca de una pareja de conductores del noticiero más exitoso de la televisión que están casados por conveniencia.
Protagonizada por Ricardo Fernández y Luz Valdivieso. Con Claudia Di Girolamo y Alfredo Castro en los roles antagónicos.

## Sinopsis
Martín Pells y Sol Costa son la pareja dorada del noticiero más visto de Chile, una fachada impecable sostenida por la mentira. Detrás de cámaras, su matrimonio es una farsa orquestada por Franca Andrade, la despiadada dueña del canal, quien los manipula a cambio del estrellato.
Lo que parece un vínculo perfecto es, en realidad, una guerra silenciosa y feroz: Martín, atrapado en un compromiso con Tomás, el hijo de Franca, oculta su verdadera vida, mientras Sol se consume en un romance prohibido con Diego, un reportero ambicioso que odia a Martín.

## Reparto
Una lista completa del reparto confirmado se publicó a través de Televisión Nacional de Chile el 12 de enero de 2009.

### Principales
- Ricardo Fernández como Martín Pells / Gonzalo Redolés[7]
- Luz Valdivieso como Sol Costa[8]
- Claudia Di Girolamo como Franca Andrade[9]
- Alfredo Castro como Guido Wedell
- Paz Bascuñán como Daniela Caminero
- Marcelo Alonso como Esteban Núñez
- Amparo Noguera como Liliana Tokmann
- José Soza como Ricardo Catalán
- Álvaro Espinoza como Diego Planes[10]
- Adela Secall como Mimi Fernández
- Rodrigo Pérez como Juan Astudillo
- Óscar Hernández como Álvaro Primm
- Cristián Riquelme como Ignacio Estévez
- Roberto Farías como Sergio González
- Sebastián Layseca como Tomás Aldunate
- Francisco Medina como Carlos Ubilla

### Recurrentes e invitados especiales
- Álvaro Morales como Gianluca Paldini[11]
- Luis Alarcón como Evaristo Costa[12]
- Patricio Strahovsky como Carlos Wedell
- Viviana Rodríguez como Guadalupe Del Real[13]
- Bárbara Ruiz-Tagle como Lic. Miranda Varela[14]
- Taira Court como Alex Marini

## Producción
Los exitosos Pells fue la última telenovela desarrollada por Vicente Sabatini en Televisión Nacional, antes de irse a Chilevisión ese mismo año, y que conservó gran parte del equipo con el que trabajó con frecuencia desde mediados de la década de 1990 hasta entonces con actores como Claudia Di Girolamo, Amparo Noguera, Alfredo Castro, José Soza y Ricardo Fernández, entre otros. Luego de esta telenovela, e incluso tras el retorno de Sabatini a TVN en 2015, el equipo completo nunca volvió a coincidir. Esta fue la primera adaptación de la telenovela homónima argentina que se compró a Telefe International mientras que en su país de origen todavía estaba al aire. De hecho, la versión argentina finalizó en mayo de 2009, y la versión chilena en septiembre de 2009. Su lanzamiento se realizó el 2 de marzo de 2009 en la Plaza de Armas de Santiago, en un evento que reunió a 3000 personas. En un principio se promocionó el inicio para el 9 de marzo; sin embargo, Canal 13 estrenó de forma sorpresa Cuenta conmigo el domingo 2 de marzo en horario estelar. Frente a ello TVN decidió adelantarse y comenzar el lunes 3 de marzo, adelantando en horario a Hijos Del Monte, que se encontraba en su recta final.
Los guiones de Los exitosos Pells fueron adaptados por Marcelo Leonart, Trinidad Jiménez, Andrea Franco y Rocío Mendoza; fue producida por Patricio López, dirigida por Germán Barriga; y contó con la dirección ejecutiva de Vicente Sabatini Downey. Esta telenovela marcó el fin del equipo de trabajo de Sabatini en Televisión Nacional, que se había mantenido unido desde mediados de la década de 1990. Durante su periodo de emisión, fue la ficción más vista de su horario, superando en audiencia a las telenovelas de Canal 13 y Chilevisión.

## Recepción
Durante su periodo de emisión fue la ficción más vista de su horario —y la segunda de mayor audiencia tras ¿Dónde está Elisa? del mismo canal— con una audiencia promedio de 17,8 puntos de rating. No obstante, con el paso de los meses tuvo una caída de audiencia, pero continuó liderando frente a Cuenta conmigo y Corazón rebelde de Canal 13 y Sin anestesia de Chilevisión, que fueron emitidas en el mismo horario.

## Audiencia
| Horario               | # Eps. | Estreno            | Estreno         | Final                    | Final           | Posición  | Temporada | Promedio Final |
| Horario               | # Eps. | Data               | Primer capítulo | Data                     | Último capítulo | Audiencia | Temporada | Promedio Final |
| --------------------- | ------ | ------------------ | --------------- | ------------------------ | --------------- | --------- | --------- | -------------- |
| lunes a viernes 20:00 | 142    | 3 de marzo de 2009 | 24,4            | 22 de septiembre de 2009 | 21,0            | 1         | 2009      | 18,0           |